# Surendra Singh Alirajpur
Surendra Singh Alirajpur fue un diplomático, indio.
Surendra Singh Alirajpur fue hijo de Yuvarani Rajendra Kumari y de Maharajkumar Fateh Sinhji.
Estudió en el Marlborough College, en Marlborough (Wiltshire), Daly College en Indore.
Fue gobernador del Estado de Alirajpur, un estado de los Estados nativos de la India 
En 1947 firmó el instrumento de adhesión con la Unión de la India.
En 1948 incorporó al Servicio Exterior de India.
De 1948 a 1949 fue Controlador de Importaciones adjunto.
De 1953 a 1956 fue Vicesecretario del ministerio de Relaciones exteriores.
De 1953 a 1955 fue secretario privado de Jawaharlal Nehru, ministro de Relaciones exteriores.
De 1955 a 1957 fue secretario privado de Vijaya Lakshmi Pandit Alta Comisionada en Londres.
De 1957 a1959 fue Alto Comisionado en Harare Federación de Rodesia y Nyasalandia.
De 1959 a 1962 fue Encargado de negocios en Beirut.
De 1964 a 1966 fue director de la división America en el Ministerio de relaciones exteriores.
De 1966 a 1968 fue Alto Comisionado en Singapur.
De 1969 a 1972 fue embajador en Kinsasa (Zaire).
De 1972 a 1976 fue secretario de enlace a cargo del Ministerio de Asuntos Exteriores.
De 1976 a 1979 fue embajador en Praga.
De 1979 a 1981 fue embajador en Madrid.